# Łukasz Dobrzański

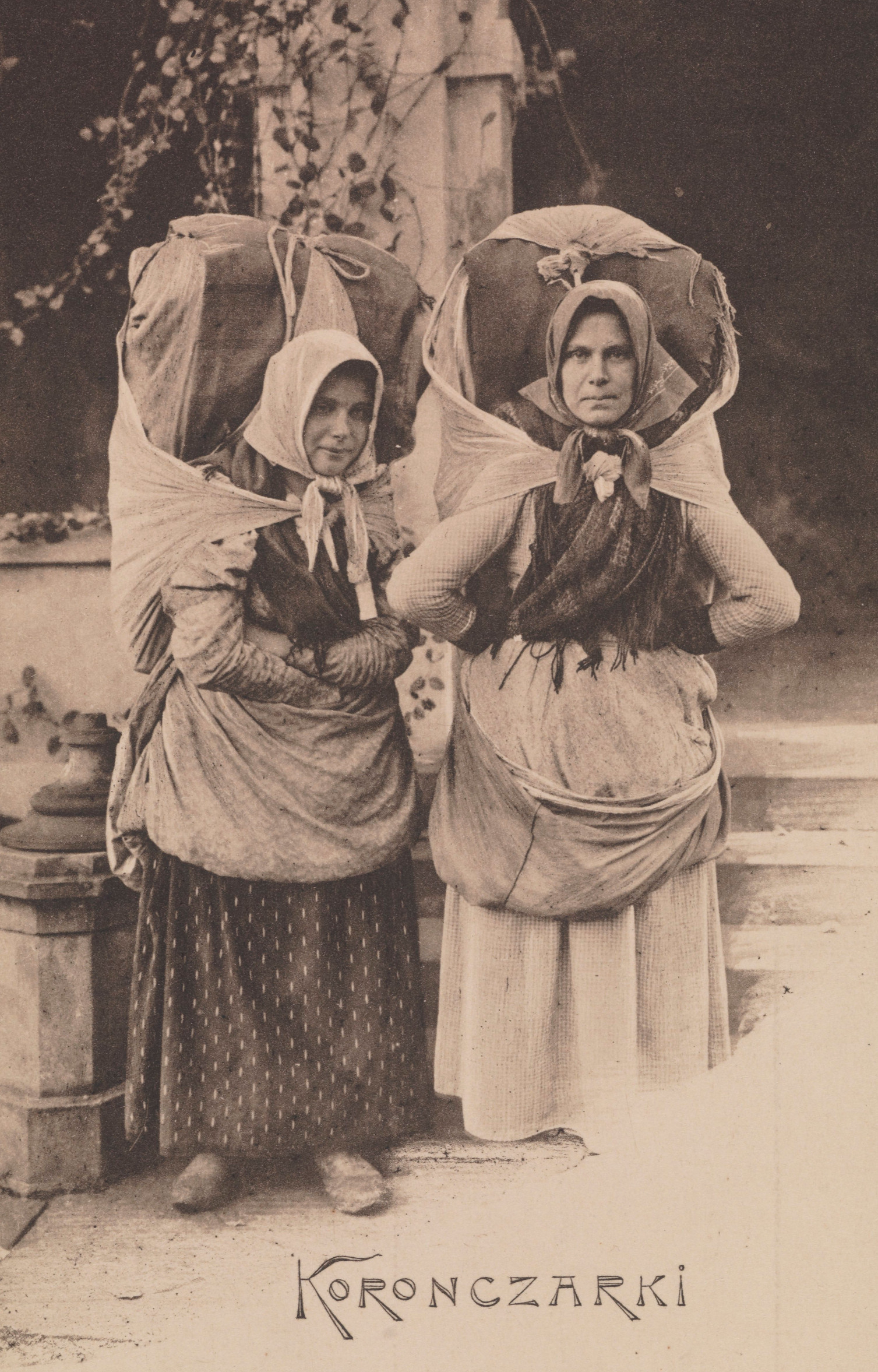
Łukasz Dobrzański, Koronczarki

Łukasz Dobrzański (ur. 1864 w Warszawie, zm. 1909 w Krakowie) – polski artysta fotograf, fotoreporter, podróżnik. Członek Polskiego Towarzystwa Miłośników Fotografii.

## Życiorys
Łukasz Dobrzański (studia medyczne w Krakowie, przerwane w 1893 z powodu złego stanu zdrowia) związany z krakowskim oraz warszawskim środowiskiem fotograficznym – fotografował od początku lat 90. XIX wieku, kiedy po raz pierwszy wziął udział w wyprawie do Egiptu – podczas której wykonał około 500 negatywów (z dwutygodniowej wycieczki po Nilu). Miejsce szczególne w jego twórczości zajmowała fotografia pejzażowa, fotografia portretowa, fotografia prasowa oraz fotografia przyrodnicza. Przez wiele lat uczestniczył w wyprawach po świecie (m.in. Abacja, Algier, Egipt, Lazurowe Wybrzeże, Sahara), z których sporządzał obszerną dokumentację fotograficzną. 
Łukasz Dobrzański wielokrotnie prezentował swoje fotografie na licznych wystawach fotograficznych w Polsce i za granicą (m.in. w Aleksandrii, Hamburgu, Paryżu) – na których otrzymał wiele akceptacji, nagród i wyróżnień (m.in. w Hamburgu (1896), w Paryżu (1897), w Warszawie (1898). Jego fotografie publikowano wielokrotnie w krajowej i zagranicznej prasie – m.in. fotograficznej (Fotograf Warszawski, Tygodnik Ilustrowany, Strand Magazine, Photographische Mitteilungen – numer specjalny, poświęcony Łukaszowi Dobrzańskiemu). W 1898 fotografie Łukasza Dobrzańskiego posłużyły jako ilustracje do powieści Filles d'Orient – Louisa Gastine'a. Wiele ze swoich prac popularyzował w formie ilustrowanych kart pocztowych. 
W 1901 przeprowadził się do Warszawy, gdzie podjął współpracę z Tygodnikiem Ilustrowanym, w którym (w czasie późniejszym) podjął pracę fotografa prasowego. W tym samym czasie został członkiem ówczesnego Towarzystwa Fotograficznego Warszawskiego – późniejszego (od 1907) Polskiego Towarzystwa Miłośników Fotografii w Warszawie. PTMF (w czasie późniejszym) zostało spadkobiercą jego twórczego dorobku artystycznego (około 2000 negatywów oraz albumów ze zdjęciami). W 1915 Towarzystwo Opieki nad Zabytkami Przeszłości zakupiło około 50 jego zdjęć. Fotografie Łukasza Dobrzańskiego znajdują się w zbiorach Muzeum Historii Fotografii im. Walerego Rzewuskiego w Krakowie. 